# Infierno, canto trigésimo

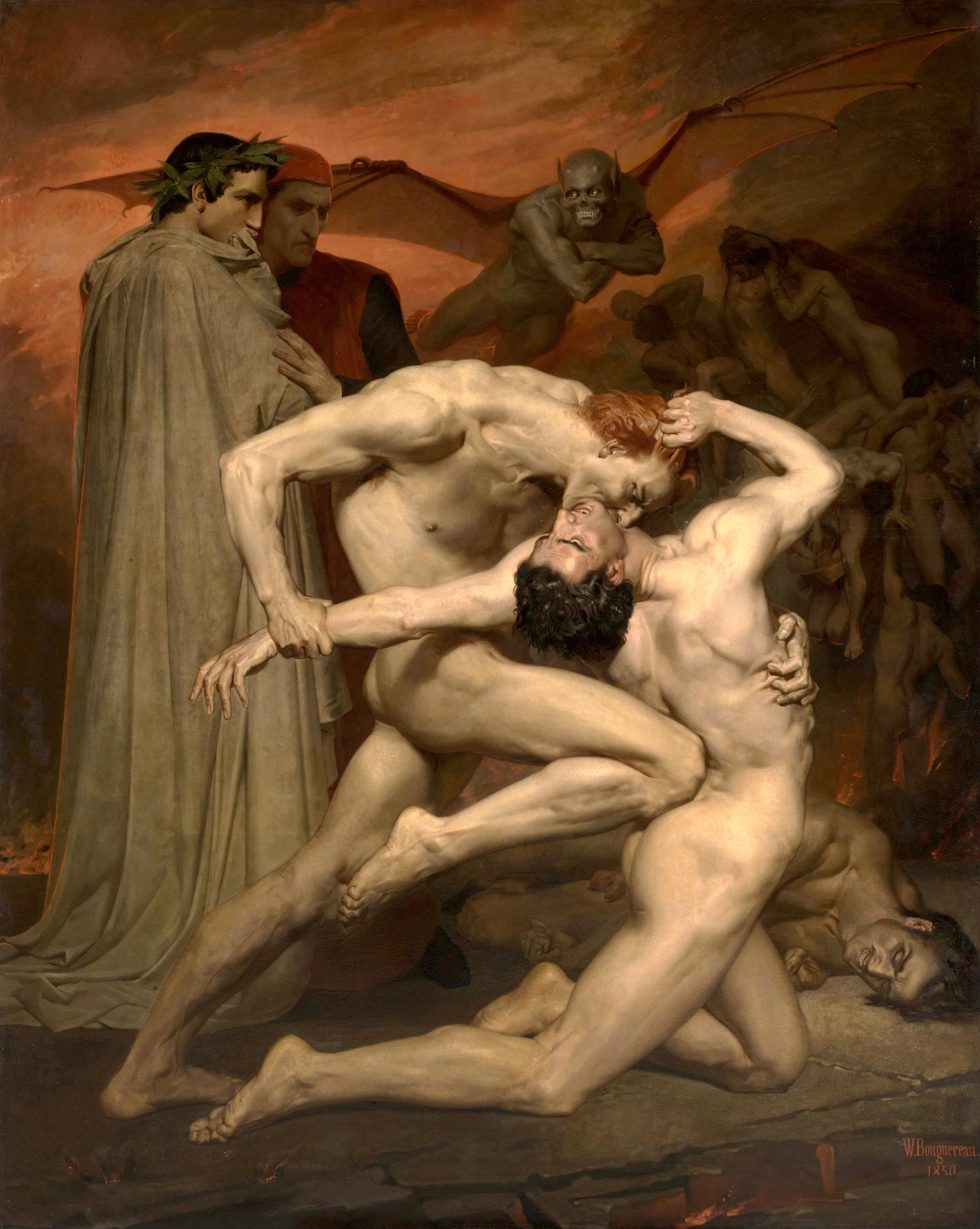
William-Adolphe Bouguereau, la décima fosa de los falsificadores.

El canto trigésimo del Infierno de Dante Alighieri se sitúa en la décima fosa del octavo círculo, donde son castigados los falsificadores. Estamos en la tarde del 9 de abril del 1300 (Sábado Santo), o según otros comentadores del 26 de marzo del 1300.

## Incipit
Canto XXX, ove tratta di quella medesima materia e gente.

## Análisis del canto

### Los falsificadores de persona: Gianni Schicchi, Mirra - versos 1-45
Respecto del final del anterior canto, tan cómicamente popular, el inicio del canto trigésimo es completamente distinto y sin una clara separación. Proyectados en una distancia mítica y prodigiosa vienen introducidos dos mitos como términos de comparación con la locura, mezclando elementos solemnes y patéticos de los mitos elegidos arbitrariamente por Dante. El primero es tomado de Las metamorfosis de Ovidio y trata de la rabia de Juno contra Sémele (embarazada por Júpiter del pequeño Baco) y contra la sangre tebana: la diosa furiosa hizo enloquecer al rey Atamante que cambió a la esposa y los dos niños por una leona con dos leoncitos y mató él mismo al hijo Learco, mientras su esposa se tiró de un acantilado al mar con el otro hijo.
La segunda similitud es tomada del ciclo troyano y cómo cuando la soberbia de sus habitantes había sido invertida por el destino (después de la derrota en la Guerra de Troya), Hécuba, triste, miserable y encarcelada, vio a su hija Políxena muerta en sacrificio sobre la tumba de Aquiles y después descubrió la tumba de su hijo Polidoro sobre una playa, y entonces emitió locos lamentos como perro. En ambos mitos está puesto en evidencia elementos animalescos.
Estos sirven para introducir, de nuevo con una similitud hipotética, cómo no se habían nunca visto personas tan feroces de locura (ni contra bestias, ni contra hombres) como dos sombras pálidas y desnudas que corrían mordiendo a todos lados, como el puerco que corre hacia afuera cuando se abre la pocilga. 

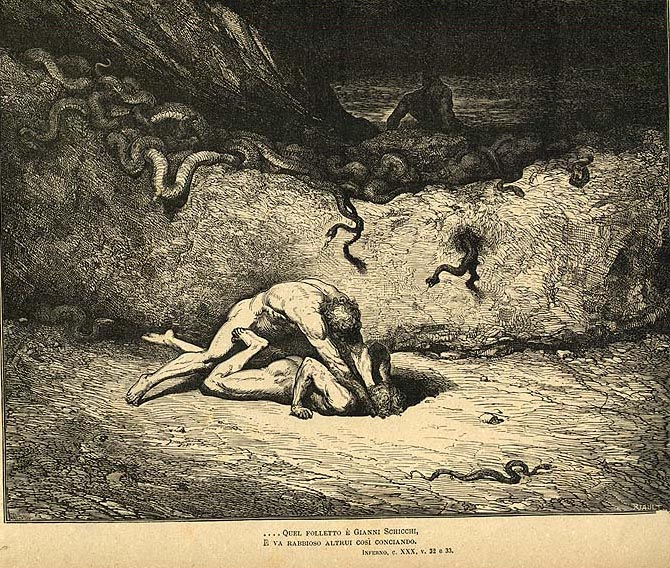
Gianni Schicchi, ilustración d Gustave Doré.

Una de estas llega a Capocchio, que acaba de terminar de hablar con Dante y lo muerde en la garganta, tirándolo de tal forma que su vientre se rasguña sobre el suelo (llamado a las penas de los falsificadores de materia, pero con un tono bajo y vulgar típico del estilo cómico-realista de gran parte del lenguaje usado en esta fosa). En cambio el compañero de Capocchio, Griffolino dice a Dante cómo este demonio es Gianni Schicchi que se mueve siempre con rabia. Entonces Dante se apresura a preguntar quién es el otro, antes que lo muerda a su vez, y el condenado responde que se trata de Mirra, que se unió al padre falsificando sus apariencias, así como Gianni Schicchi se travistió de Buoso Donati il Vecchio dando testamento válido como escribano.
Esta incursión frenética es un flash que corta la narración, parecido a cómo fue en el círculo de los suicidas (XIII) donde aparecían de improviso los derrochadores perseguidos por perras negras, solo que aquí son los mismos condenados falsificadores de personas a torturar activamente a los demás. La anécdota de Gianni Schicchi fue tomada con un tono totalmente distinto por Giacomo Puccini en la obra homónima.

### Los falsificadores de moneda: maestro Adamo - vv. 46-90

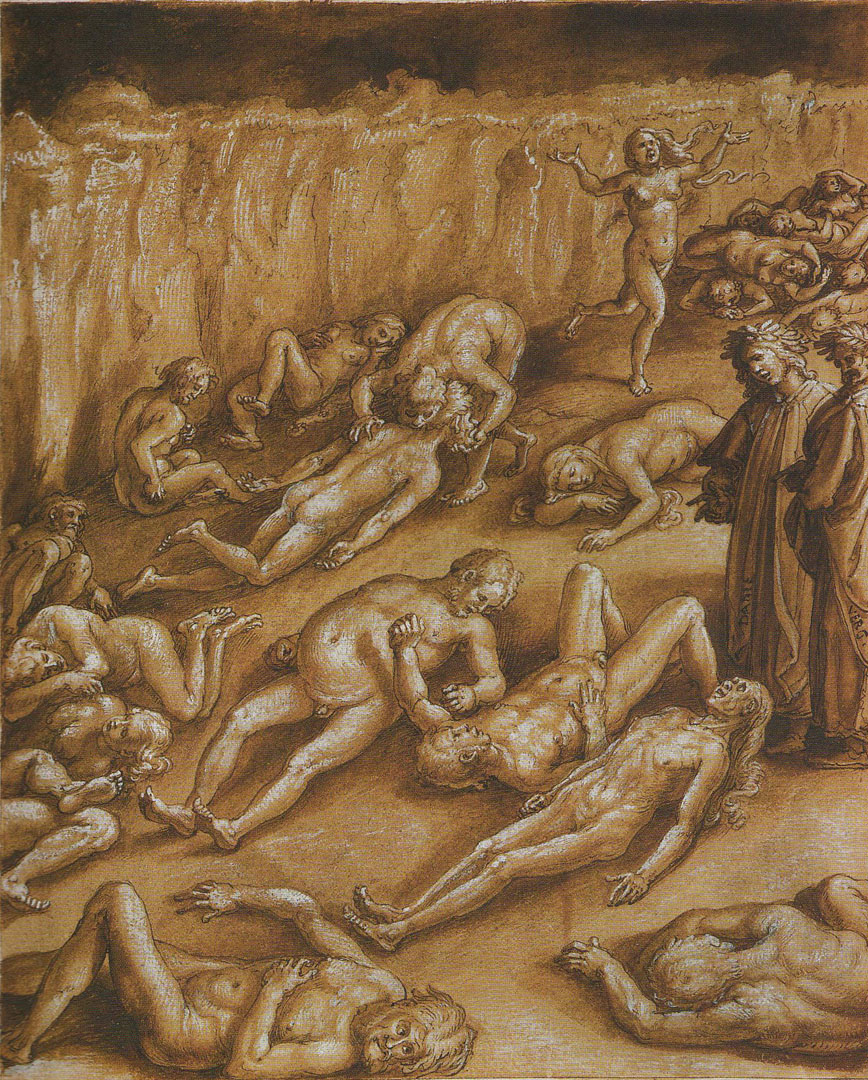
Canto 30, Giovanni Stradano, 1587.

Dante mira entonces a otros condenados y nota cómo uno le recuerda a un laúd (instrumento a cuerdas en esa época más raro de lo que lo es ahora, fue más popular en el siglo XV) con las piernas, porque la hidopesía que lo aflige le modifica la panza, que está engrandecida, mientras que la cabeza es flaca y demacrada y los labios están abiertos grotescamente como obliga la tisis, que por la sed tiene la boca abierta (notar el lenguaje técnico de Dante, que había sido inscripto al Arte dei Medici e Speziali en Florencia).
El episodio que sigue, que tiene por protagonista a Mastro Adamo, como él mismo se presentará en el verso 61, está entre los momentos más heterogéneos por el estilo y las emociones de todo el Infierno de Dante. Primero grotesco en la descripción de su estado físico, después se nota su dolor a través de la descripción de sus labios. Se dirige a los dos peregrinos con sufrimiento citando un pasaje bíblico (“miren y atiendan [si existe un dolor como el mío]”, Libro de las Lamentaciones I, 12), índice de tristeza y sufrimiento privado de cualquier vulgaridad. Después se transforma en nostalgia, porque si en vida tuvo todo, ahora no puede obtener ni una gota de agua, invocación seguida por un melancólico recuerdo del Casentino y de sus arroyos frescos y mórbidos. El recuerdo del lugar donde vivió (cerca del Castello di Romena) de inmediato trae a la mente su pecado, aquel de falsificador de florines, los cuales sacaba tres de los veinticuatro quilates de oro sustituyéndolos con inmundicia, metales no nobles. Después el recuerdo de su cuerpo "quemado" es melancólica, pero de inmediato el sentimiento se convierte en odio hacia aquellos que lo llevaron a pecar, los hermanos de los Contes Guidi de Romena, Guido, Alessandro y Aghinolfo, hacia los cuales Maestro Adamo no sabe qué daría por verlos en el Infierno, aunque tuviese que renunciar a aplacar su sed. Con tono patético dice que si pudiese moverse aunque sea unas solas onzas (pocos centímetros) cada cien años para alcanzarlos lo habría ya hecho, pero está clavado en el suelo.
En su discurso dice también que la fosa es larga, once millas florentinas y que es ancha; no menos de media milla: junto a la nota de la fosa precedente que decía larga de veintidós millas algunos buscaron medir las dimensiones del Infierno imaginado por Dante, pero los resultados fueron tan absurdos (más que aquel que Dante indica como radio de la Tierra en el Convivio, que para atravesarlo en los tiempos indicados se debería mover a 450 km/h) que hoy se prefiere pensar en números puramente simbólicos o necesarios para dar un sentido de realidad al viaje imaginario, pero sin que sea incalculable.
Galileo concluyó que el Infierno es siempre insondable, “en sus tinieblas ofuscado”.

### Los falsificadores de palabra: la esposa de Putifar y Sinón - vv. 91-99
En este punto Dante pregunta quiénes son los dos condenados que se apoyan sobre Maestro Adamo a la derecha. Él responde que ya estaban aquí desde ante que él llegó a esta fosa y que una es aquella que acusó a José (la esposa de Putifar, personaje bíblico), mientras que el otro es Sinón, el griego que engañó a los Troyanos para hacerles aceptar el Caballo de Troya. Ellos son dos mentirosos, dos falsos de palabra y sorprende la mezcla de este canto, donde un personaje contemporáneo, uno bíblico y uno mitológico-literario están juntos y dos de ellos (Sinón y Maestro Adamo) interactuarán entre ellos dentro de poco. 
La pena de estos dos mentirosos es sufrir fortísimas fiebres, que humean vapor alrededor como húmedas manos en invierno. Tampoco en este caso se puede esclarecer exactamente el contrapaso. Maestro Adamo dice que también emiten hedor.

### La riña entre Mastro Adamo y Sinón - vv. 100-148

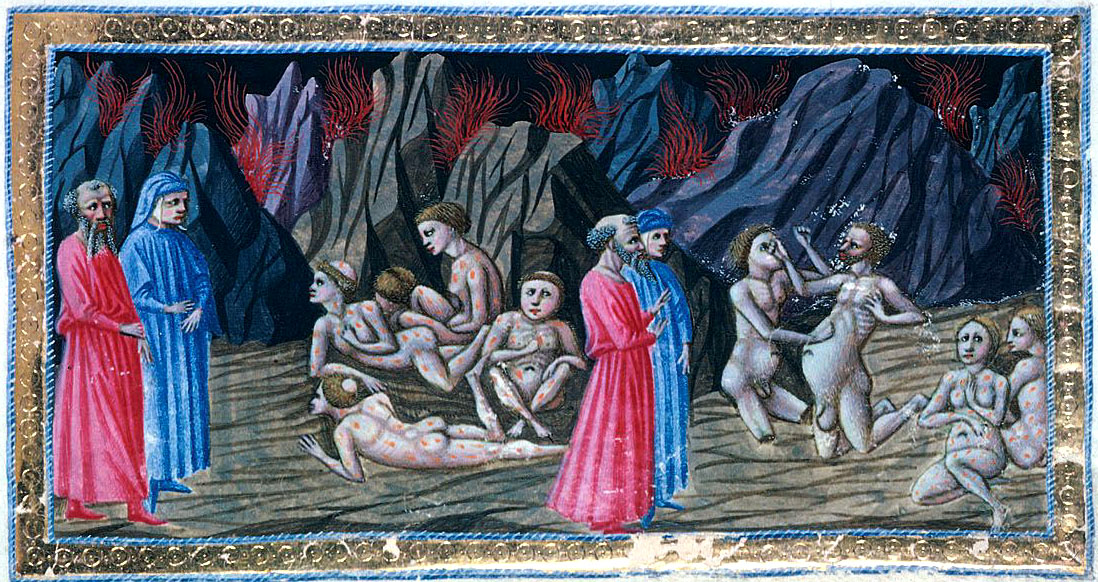
Canto XXX, Priamo della Quercia

En este punto, entre los puntos más altos y más bajos en la narración de este canto, se llega a un nivel más bajo: Sinón no está conforme con como se lo presentó, y con un puño golpea la panza de Adamo que suena como un tambor. Como respuesta Adamo, alegrándose sarcásticamente del poder todavía mover los brazos, responde a Sinón con una bofetada, iniciando una pelea.
La pelea se desarrolla con ofensas, en un golpe y respuesta de ofensas e injurias que asemejan a aquellas tensiones poéticas, del estilo cómico y popular, que en su juventud Dante tuvo con Forese Donati y otros poetas toscanos.
Después de las palabras sobre los brazos de Adamo, inicia el golpe y respuesta, con Sinón que dice que ellos (los brazos) estaban bien quietos cuando iban al patíbulo para arder, pero eran muy astutos cuando acuñaban dinero falso; Adamo-hidrópico responde que aquello es cierto, y que tampoco fue honesto Sinón cuando se le preguntó la verdad sobre Troya; y el otro responde que si él dijo mentiras, Adamo falseó monedas y que estará en el Infierno por algún otro demonio (¿o está diciendo que él, Sinón, está en el Infierno por un solo error y Adamo por muchísimos?); a lo cual Adamo responde otra vez sobre el caballo de Troya, diciendo que se lo recuerda muy bien, porque todo el mundo sabe de su culpa; y el griego le manda un accidente diciendo que le sea verdugo toda la sed que lo atormenta, con su lengua y su panza llena de agua; de nuevo Adamo lo acusa entonces con el ardor y el mal de cabeza típico de la fiebre, y que también él daría cualquier cosa por lamer el agua (el espejo de Narciso)...
La elección de los mismos verbos, el martilleo del "tu", "tuya", etc., la franqueza de las acusaciones, la elección de rimas difíciles y de sonidos duros con consonantes dobles, son todas elecciones del estilo cómico.
En tanto el poeta-personaje está magnetizado mirando esta discusión con curioso interés, al que Virgilio lo reprende en más bien mal modo "¡Sigue mirando /que poco falta para que de ti me ría!".
La vergüenza de Dante por el reproche es fortísima, tanto que se queda callado sin poder pedir perdón, y le parece como uno de aquellos sueños de los cuales uno espera despertarse; poco después Virgilio lo conforta diciendo que con menos vergüenza sería ya suficiente para lavar un mayor defecto, por eso puede quitarse la tristeza. Virgilio después concluye pedagógicamente, indicando como tenga pocas ganas de escuchar aquellas discusiones, y si tuviese le posibilidad de evitar ese momento, lo haría.
Algunos quisieron leer en este episodio una objeción al estilo poético cómico, pero esto no parece correcto (¿por qué Dante entonces pondría poco antes el largo ejemplo de tal estilo?), al menos no en forma absoluta: es quizás una forma de crítica a la poesía como puro placer y diversión (como será con la renuncia a la vida plebea en el episodio de Forese Donati en Purgatorio XXIII y XXIV), refugiándose en cambio en la guía de la Razón, como el mismo Virgilio, que la simboliza, que se ofrece estarle siempre cerca cuando una tal tentación lo asalte de nuevo (es uno de los casos más claros en la Comedia donde un personaje, en este caso Virgilio, manifieste su rol alegórico, es decir la Razón).